# Antonio K. Abad
Antonio Kabigting Abad (San Isidro, 13 augustus 1886 - 8 oktober 1964) was een Filipijns auteur en lexicograaf. Abad schreef in het Tagalog en maakte daarbij gebruik van diverse pseudoniemen, zoals abakada (alfabet) en mutang pusa (kattenoog).

## Biografie
Abad volgde een opleiding aan de Philippine School of Commerce en werkte van 1905 tot zijn pensionering in 1952 als boekhouder in overheidsdienst. Hij schreef veel boeken over de Filipijnse geschiedenis. Tevens produceerde hij diverse biografieën en woordenboeken. Daarnaast schreef hij essays en literaire stukken voor verscheidene publicaties. Enkele van zijn boeken zijn Kasaysayan ng Nueva Ecija (Geschiedenis van Nueva Ecija), Wakas ng Palad en Diksionariong Ingles-Tagalog (Woordenboek Engels-Tagalog). In 1961 kreeg hij de Rizal Pro Patria Award voor zijn bijdrage aan de Filipijnse literatuur.
Abad trouwde tweemaal en had 13 kinderen bij zijn eerste vrouw en één zoon bij zijn tweede.